# Gungnir
Gungnir é a lança de Odin, deus principal da mitologia nórdica.

## Descrição
A lança Gungnir, quando lançada nunca erra o alvo, e sempre volta à mão de Odin, além disso, juramentos prestados em nome de Gungnir são inquebráveis. Foi também com ela que o deus ficou atravessado nove dias e nove noites na Yggdrasill, árvore do mundo, para logo após obter conhecimento sobre as runas.
A lança foi um presente de Loki a Odin; Loki queria reconquistar a amizade dos Aesir e dos Vanir, e trouxe várias maravilhas que ele havia ganho dos anões. A lança foi dada a Odin, e o barco Skidbladnir foi dado a Frey, chefe dos Vanir.
Quando a bruxa Gullveig foi julgada e condenada à morte por Odin, não havia arma capaz de matá-la, por ela ser imortal, exceto Gungnir. Odin teve que atravessar Gulveig três vezes com Gungnir para que ela morresse: na primeira vez, ela ficou sorrindo para os deuses, na segunda vez, ela ficou imóvel mas não caiu, e na terceira vez ela soltou um grito que fez toda Asgard tremer e caiu morta no chão.